# ニューカレドニア・バリア・リーフ
ニューカレドニア・バリア・リーフ（New Caledonia Barrier Reef）は、南太平洋のニューカレドニアにあるバリア・リーフ（堡礁）で、オーストラリアのグレート・バリア・リーフと並ぶ世界3大サンゴ礁システムの1つであり、かつフィジーのサンゴ礁と並ぶオセアニアで最も重要なサンゴ礁システムの1つである。

## 概説
ニューカレドニアのバリアリーフは、ニューカレドニアの主島であるニューカレドニア島（グランドテール島）や、近隣のイル・デ・パン（Ile des Pins）などのより小さな島々を取り巻いており、総延長は1500 km にもなる。リーフは面積24,000km2、平均深度 25 m のラグーンを囲んでいる。リーフは通常沿岸から 30 km ほどのところまで伸びているが、北西部はアントルカストー・リーフ（Récifs d'Entrecasteaux）まで200 km にわたって伸びている。この北西の拡延部にはベレップ諸島（Archipel des Bélep）が浮かんでいる。いくつかの天然の通路が海に開けており、ニューカレドニアの州都で主要港であるヌメアに繋がるブラリの道（Passe de Boulari）は、アメデ灯台によって印をつけられている。
一帯には裾礁から環礁までのすべての主要なサンゴ礁の種類があり、146種類のサンゴ礁の構造タイプが見られる。生物種はサンゴ、魚類、マングローブ植物、海草など多様な動植物があり、その中に固有種が非常に多く含まれている。また、ウミガメ、クジラや絶滅が危惧されているジュゴンの棲息地（ジュゴンの個体数は世界で3番目に多い）であり、アオウミガメの重要な営巣地にもなっている。
リーフの大半は一般的に良好な状態が保たれていると考えられているが、東部のリーフの中には、ニューカレドニア島のニッケル採鉱の廃液で傷ついているものもある。採鉱、農業、放牧等で出される堆積物が河口付近のリーフを傷つけており、堆積物を押しとどめてくれていたマングローブ林の破壊が、状況をさらに悪化させている。リーフの中には数メートルの沈泥に埋もれてしまったものもある。

## 世界遺産
2002年1月に、フランス政府はニューカレドニアのリーフやラグーンを、ユネスコの世界遺産に推薦することを決め、同年2月1日に暫定リストに追加した。暫定リスト掲載時の名称は「ニューカレドニアのサンゴ礁と関連する生態系」（Le massif corallien et les écosystèmes associés de Nouvelle-Calédonie）であった。

### 登録基準
この世界遺産は世界遺産登録基準のうち、以下の条件を満たし、登録された（以下の基準は世界遺産センター公表の登録基準からの翻訳、引用である）。
- (7) ひときわすぐれた自然美及び美的な重要性をもつ最高の自然現象または地域を含むもの。
- (9) 陸上、淡水、沿岸および海洋生態系と動植物群集の進化と発達において進行しつつある重要な生態学的、生物学的プロセスを示す顕著な見本であるもの。
- (10) 生物多様性の本来的保全にとって、もっとも重要かつ意義深い自然生息地を含んでいるもの。これには科学上または保全上の観点から、すぐれて普遍的価値を持つ絶滅の恐れのある種の生息地などが含まれる。